# Stuhać
Un Stuhać est une créature légendaire démoniaque de la mythologie d'Herzégovine. 
Le Stuhać vit en haute montagne ou dans les lieux désertiques. On ne sait pas à quoi il ressemble, seulement qu'il a des ligaments humains autour des jambes pour ne pas glisser dans les précipices.